# Masiu
Masiu (Bayan ng Masiu) är en kommun i Filippinerna. Kommunen ligger på ön Mindanao, och tillhör provinsen Lanao del Sur. Folkmängden uppgår till 24 105 invånare.

## Barangayer
Masiu är indelat i 35 barangayer.
| - Abdullah Buisan - Alim Raya Caramian - Alip Lalabuan - Alumpang Paino Mimbalay - Amai Ditimbang Balindong - Amai Sindaolan Dansalan - Lakadun - Bontalis Maranat - Dalog Balut - Gindolongan Alabat - Gondarangin Asa Adigao | - Labay Moriatao-Bai - Laila Lumbac Bangon - Langco Dimapatoy - Langi Talub - Lomigis Sugod - Macabangun Imbaba - Macadaag Talaguian - Macalupang Lumbac Caramian - Magayo Bagoaingud - Magompara Apa Mimbalay - Manalocon Talub - Marandacan Putad | - Matao Araza - Mimbantas Sawer - Mohammad Tangul - Pangandaman Pantao - Sambowang Atawa - Tamboro Cormatan - Towano Arangca - Tomambiling Lumbacaingud - Unda Dayawan - Salacayan Buadiamaloy - Mangondato Kalilangan - Casim Lumbacaingud |